# 2,3-ジクロロ-5,6-ジシアノ-p-ベンゾキノン
2,3-ジクロロ-5,6-ジシアノ-p-ベンゾキノン  (2,3-dichloro-5,6-dicyano-p-benzoquinone) は有機合成で用いられる酸化剤のひとつ。DDQ と略される。化学式は C8N2O2Cl2 の黄色固体で、融点は 216 ℃。多くの有機溶媒に可溶。水と反応し、徐々に分解するので乾燥した場所で密封保存する。精製は大量のジクロロメタンから再結晶により行う。毒物及び劇物取締法の劇物に該当する。

## 性質
p-ベンゾキノンに 4つの電子求引基が結合しているため、中心の環は非常に電子密度が低い。このため電子豊富な部位を持つ化合物と電荷移動錯体を形成し、その電子やヒドリドを奪い取る力が強い。このため脱水素化剤、あるいは一電子酸化剤として有機合成上汎用される。

## 用途
シクロヘキセンをベンゼンへといったように、不飽和結合を含む環を脱水素的に酸化し、芳香族化することができる。シクロヘキサノン誘導体は対応するα,β-不飽和ケトン誘導体へ酸化される。また p-メトキシベンジル (PMB) エーテルは DDQ の作用でベンジル位が酸化され、p-アニスアルデヒドとアルコールを与える（この場合溶媒に水を数%共存させる）。これを利用し、PMB エーテルを DDQ で脱保護可能なヒドロキシ基の保護基として用いることができる。p-メトキシフェニル基なども同様に、DDQ で脱保護を受ける。